# Nephelistis albisecta
Nephelistis albisecta là một loài bướm đêm trong họ Noctuidae.